# Naturpark Aukrug
Der Naturpark Aukrug er en  380 kvadtratkilometer stor Naturpark i centrum af den tyske delstat Slesvig-Holsten i det nordlige Holsten (i kredserne Rendsborg-Egernførde og Steinburg). Området har fra grundlæggelsen i 1970 til 2013 været administreret af et selskab oprettet af de to kreise, som i 2014 overdrog forvaltningen til Verein Naturpark Aukrug.

## Geografi
Naturparken ligger ved Neumünster kun få kilometer vest for motorvej A 7. 
Naturparken omfatter et fladt og mudret morænelandskab og det langt mere strukturerede, kuperere landskab Aukrug der når  op til  ca. 80 moh.   Landskabet domineres af  af moræner, heder, skov og et stort antal vandhuller, og af  den fra syd løbende flod Stör, med bifloderne Kirchweddelbach, Bullenbach, Wegebek,  i den midterste del af  den mindre Bünzau med dens tilløb, Buckener Au, Fuhlenau, Höllenau, Kapellenbach, Tönsbek, Sellbek og Glasbek samt den nordlige del af  Brammer Au.

### Kommuner
Naturparken omfatter dele af følgende 42 byer og kommuner:
Hamweddel, Embühren (Teilbereich), Brinjahe, Stafstedt, Luhnstedt, Jevenstedt (Teilbereich), Brammer, Bargstedt, Oldenhütten, Nienborstel, Remmels, Nindorf, Heinkenborstel, Tappendorf, Rade b. Hohenwestedt, Mörel, Gnutz (Teilbereich), Hohenwestedt (Teilbereich), Aukrug, Grauel, Meezen, Ehndorf (Teilbereich), Arpsdorf (Teilbereich), Nortorf (Teilbereich) i Kreis Rendsborg-Egernførde og 
Silzen, Poyenberg, Hennstedt, Wiedenborstel, Sarlhusen, Peissen (Teilbereich), Hohenlockstedt (Teilbereich), Lockstedt, Oeschebüttel, Rade, Fitzbek, Willenscharen, Rosdorf, Störkathen, Mühlenbarbek (Teilbereich), Kellinghusen (Teilbereich), Schlotfeld (Teilbereich), Winseldorf (Teilbereich) i Kreis Steinburg.

## Landskabelige seværdigheder
- Undervisningsruten i  Naturschutzgebiet Störkathener Heide
- Det geologisk interesante   Peissener Loch
- Rekreationsskoven  ved Boxberg
- Vandreruten i  Bredenhoper Gehölz ved Mörel
- Naturschutzgebiet Tönsheider Wald
- Vandreruten  Viertshöher Moor i Aukrug-Böken